# 米爾福德米爾 (馬里蘭州)
米爾福德米爾（英語：Milford Mill）是位於美國馬里蘭州巴爾的摩縣的一個普查規定居民點。

## 人口
根據2020年美國人口普查的數據，米爾福德米爾的面積為18.02平方千米，當中陸地面積為17.99平方千米，而水域面積為0.03平方千米。當地共有人口30622人，而人口密度為每平方千米1,699.33人。